# Terminalia gracilipes
Terminalia gracilipes är en tvåhjärtbladig växtart som beskrevs av René Paul Raymond Capuron. Terminalia gracilipes ingår i släktet Terminalia och familjen Combretaceae. Inga underarter finns listade i Catalogue of Life.